# Graignes-Mesnil-Angot
Graignes-Mesnil-Angot là một xã thuộc tỉnh Manche trong vùng Normandie tây bắc nước Pháp. Xã này nằm ở khu vực có độ cao từ 0-37 mét trên mực nước biển.
Thị trấn được lập ngày 28 tháng 2 năm 2007 thông qua việc sáp nhạp Graignes và Le Mesnil-Angot.